# Krister Nordberg
Bo Krister Nordberg, född 31 augusti 1942, är en svensk jurist som var lagman i Eksjö tingsrätt från 1998 till 2005. 
Nordberg utnämndes till rådman i Eksjö tingsrätt 30 mars 1978 och till lagman där 6 april 1998.